# Ponte dell'Accademia

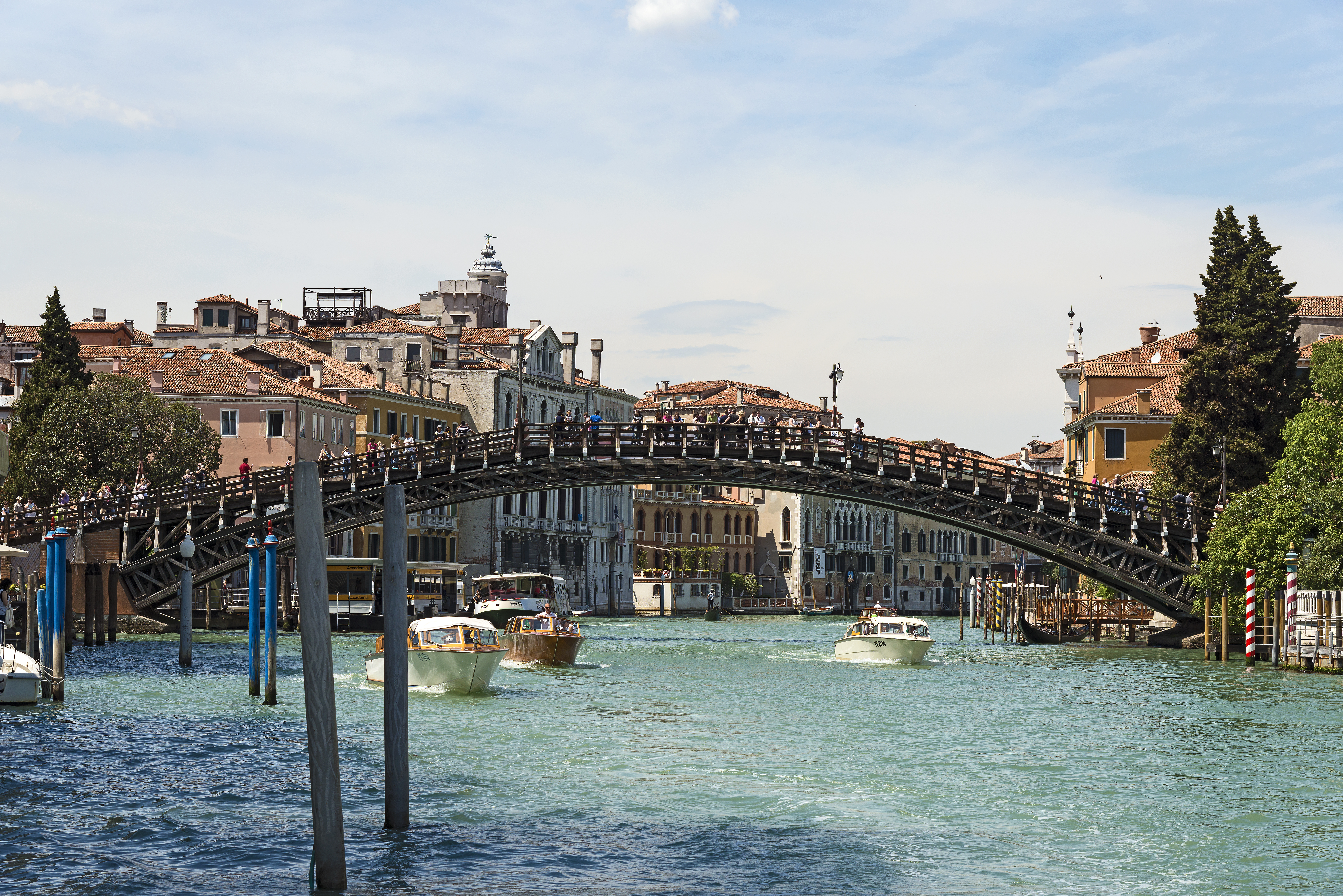
Ponte dell'Accademia

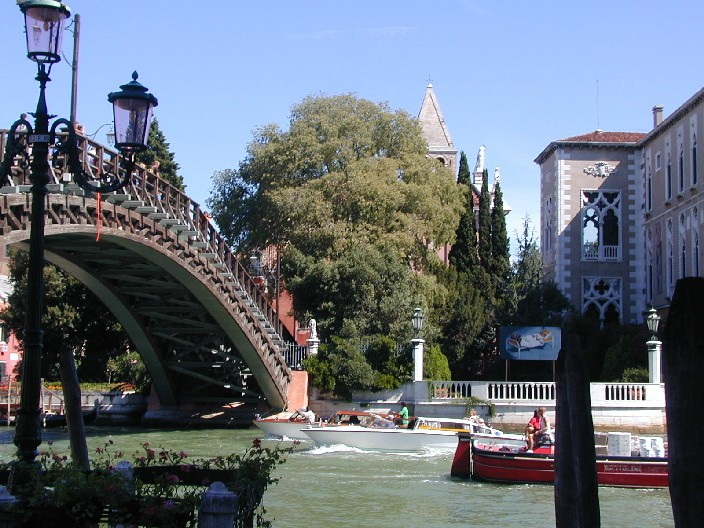
Ponte dell'Accademia sedd från land.

Ponte dell'Accademia är en bro i Venedig. 
Bron byggdes ursprungligen av järn och öppnades den 20 november 1854. År 1933 byggdes bron på nytt i trä av arkitekten Eugenio Miozzi och öppnades den 15 januari detta år.
Pontre dell' Accademia är en av fyra broar som korsar Canal Grande. Den har fått sitt namn efter Gallerie dell'Accademia.